# Sesto Fiorentino
Sesto Fiorentino (pronuncia: /ˈsɛsto fjorenˈtino/) è un comune italiano di 49 422 abitanti della città metropolitana di Firenze in Toscana.

## Geografia fisica
- Classificazione sismica: zona 3s
- Classificazione climatica: zona D, 1772 GG
- Diffusività atmosferica: bassa, Ibimet CNR 2002

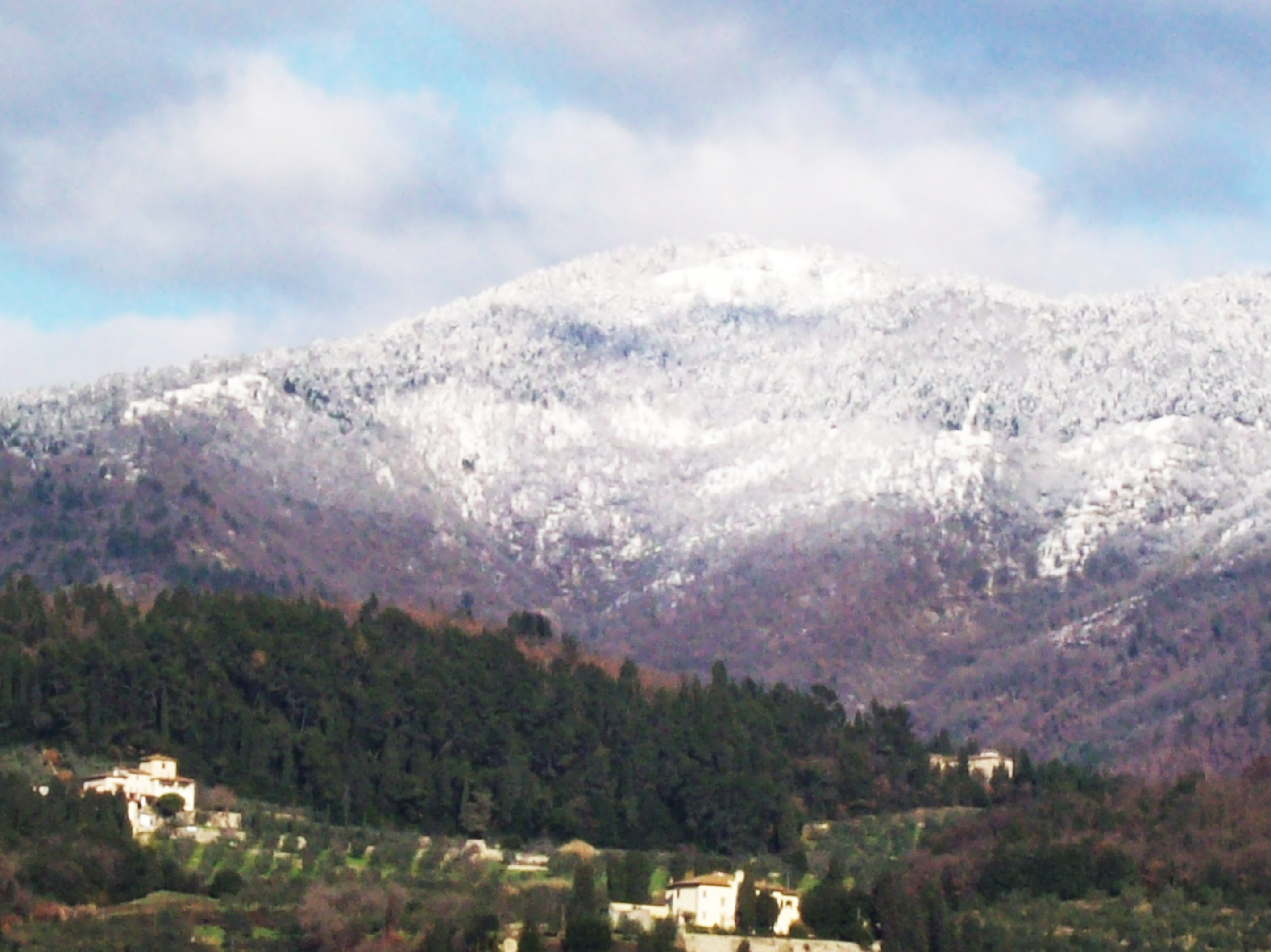
Monte Morello

Sesto Fiorentino si trova a 55 m s.l.m. nel Nord-Ovest della piana fiorentina.Il suo territorio è molto vario e si estende dal massiccio Monte Morello fino alla piana dell'Osmannoro.
Sono presenti quattro torrenti: il Gavine che parte dal colle di Querceto e si versa nel canale di cinta occidentale, il Rimaggio che attraversa il centro cittadino e lungo le cui sponde è stato recentemente creato un percorso pedonale, lo Zambra, che attraversa le zone di: Le Cave, Palastreto e Quinto, nelle vicinanze del cimitero e il Termine, così chiamato perché segna il confine tra Sesto Fiorentino e Firenze.

## Storia
Il più antico insediamento umano nella piana fiorentina risale al Mesolitico (circa 9.000 anni or sono), ma solo nel Neolitico (da 6.100 a 5.000 anni fa circa) si hanno evidenze archeologiche di un diffuso popolamento, con villaggi ove si praticavano attività agricole e pastorali. È attestato altresì un impianto con le più antiche fornaci per la cottura della ceramica.
Un incremento demografico risale alla fine del III millennio a.C.; ad esso corrisponde un forte impatto tra uomo e ambiente, con opere di disboscamento per ricavare spazi utili. Il maggiore popolamento umano sembra essere collegato anche alla presenza, in zone limitrofe di rame nativo, utilizzato dalle comunità dell'età del Rame e della successiva età del Bronzo. Durante la media età del Bronzo (metà del II millennio a.C.) le comunità iniziano ad impiantare insediamenti non solo nella piana, ma anche sui rilievi circostanti. Intorno al VII secolo a.C. iniziò la presenza del popolo etrusco, che in zona si dedicò molto alle bonifiche della piana circostante. A quel periodo risalgono la Tomba della Montagnola e la Tomba della Mula.
Il primo nucleo abitativo avvenne in epoca romana lungo l'antica via consolare verso Pistoia e Lucca al Sextus ab urbe lapis; di quell'epoca sono ancora evidenti la centuriazione della campagna. Che il luogo fosse frequentato si capisce anche dai toponimi della zona: Terzolle, Quarto, Quinto, Sesto e Settimello.
Al Basso Medioevo risalgono le prime chiese, fra le quali acquistò subito importanza la Pieve di San Martino. Il territorio di Sesto fu feudo dei Vescovi fiorentini, ai quali il popolo sestese si rifiutò di pagare le esose gabelle e fu pertanto scomunicato. Successivamente fu parte della Repubblica fiorentina nella quale era capoluogo di una delle leghe del contado. Maggiore sviluppo si ebbe nel Rinascimento per effetto delle bonifiche della piana.
Nel 1735 il marchese Carlo Ginori fondò la Manifattura di Doccia, una delle prime fabbriche di porcellane dell'intera Europa, che portò un notevole sviluppo economico. Nel Referendum del 1860, su 2708 votanti, ben 2622 si dichiararono favorevoli all'annessione al Regno di Sardegna (divenuto l'anno successivo Regno d'Italia). Sesto fu al centro delle lotte operaie della fine dell'Ottocento e nel 1897 elesse alla camera il secondo deputato socialista della storia d'Italia, Giuseppe Pescetti.
Con atto 4 agosto 1881, stipulato fra il Comune di Sesto Fiorentino e la Società les Tramways Florentins fu concessa la costruzione di una linea tranviaria, esercita dapprima con trazione a cavalli, poi a vapore e successivamente elettrificata e incorporata nella rete tranviaria di Firenze come linea 18, la quale venne completamente smantellata entro il 1958, in buona parte nel 1952.
Il 5 maggio 1898 (e i fatti sono narrati anche da Pratolini nel suo Metello) il popolo si rivoltò contro la tassa sul macinato (la rivolta era partita dalle trecciaiole che lavoravano a cottimo la paglia per conto terzi) provocando l'intervento della polizia che sparò sulla folla uccidendo numerosi manifestanti noti come i "Martiri dei moti di 5 maggio 1898". Nel 1899 fu uno dei primi comuni toscani (il primo fu Colle di Val d'Elsa nel 1897) ad avere un sindaco socialista, Pilade Biondi.
La bonifica della piana riprese in epoca fascista, con decreto ministeriale del 12 luglio 1930. Nel secondo dopoguerra il territorio di Sesto Fiorentino è stato oggetto di una veloce espansione urbanistica e di un notevole sviluppo economico.

### Simboli
Lo stemma comunale storico è stato riconosciuto con DPCM dell'11 agosto 1952.
Il compasso, che in passato veniva chiamato "sesto" per la sua capacità di dividere la circonferenza in sei parti, è un'arma parlante.
Il gonfalone, concesso con DPR del 26 marzo 1953, è un drappo di bianco.

## Monumenti e luoghi d'interesse

### Architetture religiose
- Pieve di San Martino
- Pieve di Sant'Andrea a Cercina
- Chiesa di San Romolo a Colonnata
- Chiesa di San Giusto a Gualdo
- Chiesa di Santa Maria a Morello
- Chiesa dei Santi Maria e Bartolomeo a Padule
- Chiesa di Santa Maria a Quinto
- Chiesa di Santa Maria e San Jacopo a Querceto
- Monastero di San Domenico
- Chiesa di San Lorenzo al Prato
- Oratorio della Madonna del Piano
- Oratorio di San Jacopo a Ceppeto
- Convento e chiesa di Santa Lucia alla Castellina
- Chiesa di San Bartolomeo a Carmignanello
- Oratorio San Luigi Gonzaga
- Chiesa Parrocchiale della Beata Vergine Maria Immacolata

Su sollecitazione del comune di Sesto, nel dicembre 2017 l'arcivescovo Betori ha venduto alla comunità islamica di Firenze un terreno di 8,3 ettari per 240.000 euro, di cui circa 2.500 sono stati dichiarati edificabili. L'arcidiocesi ha acquisito dall'Università di Firenze un'area di eguale estensione sita in località Madonna del Piano.

Tuttavia, al dicembre 2019 l'Unione delle comunità islamiche italiane non aveva ancora deposito alcun progetto o richiesta di variante urbanistica per fino di culto.

### Architetture civili

#### Ville
Nei colli di Sesto furono edificate nel tempo numerose ville, villini e parchi, da ricchi e aristocratici fiorentini.
- Villa La Mula in località Quinto, adiacente alla Tomba della Mula
- Villa Belvedere in località Belvedere
- Villa il Casale in via Pozzo, 1
- Villa Calamai Ricceri in via Gramsci
- Villa Capponi in località Querceto
- Villa-convento di Carmignanello in via di Carmignanello
- Villa di Castiglione in località Castiglione
- Villa La Collina in località Collina
- Villa Guicciardini Corsi Salviati in via Gramsci, 456
- Villa Gerini o di Colonnata, già Villa del Benino in via XX Settembre, 259
- Villa Ginori a Doccia in via delle Porcellane
- Villa Landini in via delle Cappelle
- Villa Malafrasca in via della Topaia
- Villa Maragliano in località Canonica di Cercina
- Villa Il Masseto in via del Masseto
- Villa Il Melarancio in località Querceto
- Villa Paolina in via di Castello, 47
- Villa Le Pergole in via della Loggia
- Villa La Piazza in località Canonica
- Villa Il Poggio in via de' Botti
- Villa Poggio Chiaro in località Morello
- Villa Stanley in via XX Settembre, 200
- Villa Tognozzi Moreni in via della Castellina
- Villa Tommaso Reggio in via del Ghirlandaio
- Villa La Torre in via della Topaia
- Villa Torrigiani in località Quinto Alto
- Villa Villoresi in via Ciampi, 2 (Colonnata)
- Villa La Zambra in località Quinto

#### Edifici
- Palazzo Comunale (1869) in Piazza Vittorio Veneto
- Palazzo Pretorio (1477), sito nella centralissima piazza Ginori, recante numerosi stemmi dei vari podestà che si sono succeduti.
- Edificio Pluriuso (COOP) di Edoardo Detti (1967)
- Palazzo Esselunga
- Torre di Baracca in località Fonte dei Seppi.

### Parchi cittadini
Di notevole interesse sono:
- il Parco di villa Solaria giardino all'inglese, in località Quinto Alto
- il parco di Villa Gamba (Il Neto), giardino all'inglese risalente al 1853, di pertinenza del comune di Calenzano, ma gestito in collaborazione tra i due comuni
- il parco cittadino dell'Uliveta, di recente istituzione, che costeggia in parte le rive del torrente Rimaggio
- il giardino Bardo Corsi Salviati posto di fronte alla villa Guicciardini Corsi Salviati di Via Gramsci

### Siti archeologici
Nel territorio esistono alcuni siti archeologici etruschi:
- La Tomba della Montagnola si trova in via Fratelli Rosselli 95, all'interno del parco di una villa privata. Scoperta nel 1959, è databile al VII secolo a.C. È costituita da un dromos esterno scoperto e da uno interno coperto affiancato da due cellette laterali una per lato. La camera sepolcrale è sormontata da una falsa cupola con pilastro centrale. È considerata uno dei più insigni monumenti etruschi della zona.
- La Tomba della Mula si trova in via della Mula 2, anch'essa all'interno di un parco privato. Veniva usata dai proprietari della villa come cantina; questo uso ha modificato il pavimento. Misura circa 9 metri di diametro. Nei pressi sorge il parco di Villa Solaria, dove, nel 1820, fu ritrovata un'altra tomba, poi demolita per utilizzarne le rocce.
- La Necropoli di Palastreto, composta da una serie di buche dove venivano calate le urne contenenti le spoglie dei defunti, fu utilizzata da più villaggi etruschi della zona tra l'VIII e il VI secolo a.C.

### Ponti storici
I principali ponti storici di Sesto Fiorentino sono:
- Ponte all'amore: ponte sul torrente Rimaggio in località Colonnata.
- Ponte al Buco: ponte sul torrente Rimaggio in località Colonnata.
- Ponte alla Parancola o Palancola: ponte sul torrente Rimaggio.
- Ponte a Chiosina: ponte sul torrente Chiosina a valle della Chiesa di S. Maria a Morello.
- Ponte a Dogaia: ponte sul torrente Rimaggio.
- Ponte al Gavine: ponte sul torrente Gavine.
- Ponte al giardino: toponimo scomparso dall'uso in località Querceto.
- Ponte alla Volpe: ponte sul fiume Zambra.
- Ponte alle Catese: ponte sul torrente Rimaggio in località Catese.
- Ponte del Rosso: ponte sul torrente Acqualunga in località Padule. Toponimo scomparso dall'uso.

### Monumenti
- Busto di Giuseppe Pescetti realizzato in bronzo da Odo Franceschi. Si trova in Largo 5 maggio.
- Monumento ai caduti della Prima Guerra Mondiale, situato in Piazza Vittorio Veneto, opera di Odo Franceschi.
- Monumento al Partigiano, situato in Piazza Edmondo De Amicis, opera di Delio Granchi.
- Monumento Il futuro e la memoria, opera dei ragazzi del Liceo Artistico di Sesto Fiorentino, realizzato con piastrelle ceramiche. Si trova nel giardino pubblico intitolato a Bardo Corsi Salviati.
- Pegaso (scultura in acciaio inox policromo) in piazza 30 novembre di Giampiero Poggiali Berlinghieri

## Società

### Evoluzione demografica
Abitanti censiti

### Etnie e minoranze straniere
Secondo i dati ISTAT al 31 dicembre 2009 la popolazione straniera residente era di 3 657 persone.
Le nazionalità maggiormente rappresentate in base alla loro percentuale sul totale della popolazione residente erano:
- Romania 758 1,59%
- Albania 665 1,40%
- Cina 565 1,19%

## Cultura

### Istruzione

#### Scuole
- L'istituto statale d'Arte di Sesto Fiorentino e Montemurlo, erede della scuola nata nel 1873 su iniziativa del Marchese Lorenzo Ginori Lisci e del Consiglio Comunale per formare le maestranze che trovavano poi impiego nella Manifattura delle porcellane di Doccia e in altre attività della zona. Dagli anni cinquanta è passato sotto la proprietà dello Stato.
- Liceo Anna Maria Enriques Agnoletti (scientifico, matematico e delle scienze umane).
- Istituto Piero Calamandrei. (Istituto tecnico commerciale, Liceo linguistico, Liceo scientifico sportivo, Geometri, Istituto tecnico per il turismo)
- Istituto Alfani: a Sesto Fiorentino ha sede anche uno degli istituti educativi privati dei Padri scolopi, ovvero L'istituto Padre Guido Alfani, che presenta una scuola materna, primaria e secondaria di primo grado. L'istituto ha sede proprio nel centro della città. Una sede simile ha luogo anche a Firenze, la quale però ospita una scuola secondaria di primo e di secondo grado (Liceo Classico).

#### Università
Sesto Fiorentino ospita il Polo Scientifico e l'OpenLab dell'Università di Firenze, in particolare all'interno del Polo sono presenti i Dipartimenti di Fisica, Fisica Sperimentale, Chimica, Ortoflorofrutticultura, Scienze Farmaceutiche, nonché una biblioteca scientifica e aule per le lezioni. All'interno del Polo scientifico ha sede anche l'area del Consiglio Nazionale delle Ricerche che ospita tra l'altro:
- il Consorzio LaMMA con il suo Laboratorio di Meteorologia e Modellistica Ambientale;
- il Centro di Microscopie Elettroniche (CeME);
- il Consorzio Geophysica-GEIE.

Ospita infine vari laboratori interdipartimentali (tra i quali il laboratorio di cristallografia strutturale, presso il Dipartimento di Chimica) e due enti di ricerca finanziati direttamente dall'Unione Europea di cui uno di area prevalentemente chimico-biologica, il CERM ("Centro Europeo di Risonanze Magnetiche", che fu fondato e diretto dal prof. Ivano Bertini, ordinario di Chimica Generale presso la Facoltà di Scienze MMFFNN),diretto dal prof. Claudio Luchinat, e uno a carattere interdisciplinare chimico-fisico, il LENS

### Musei

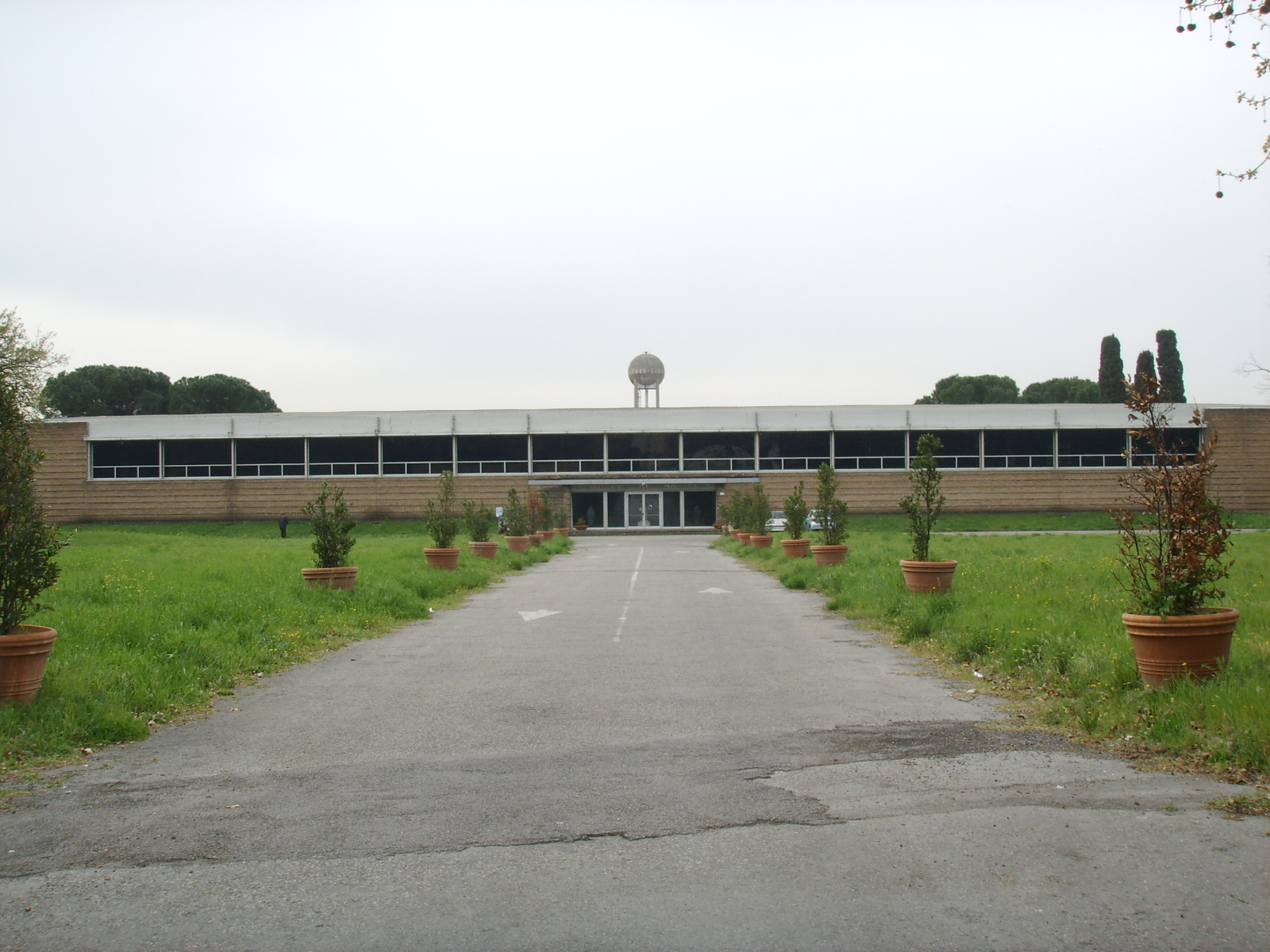
Museo della Porcellana di Doccia

- Museo Richard-Ginori della Manifattura di Doccia, eseguito su progetto dell'architetto Pier Niccolò Berardi.

### Teatro
A Sesto Fiorentino, il Teatro della Limonaia offre interessanti rappresentazioni teatrali. All'interno si trova da venti anni la "Scuola di Teatro Laboratorio Nove" e dal 2008 la Scuola Internazionale di Teatro Intercity.

### Biblioteche e archivi
- Biblioteca Pubblica Ernesto Ragionieri.
- Istituto Ernesto de Martino.
- Archivio della Ceramica Sestese.

### Cucina
- Budella alla sestese
- Roventino

## Infrastrutture e trasporti
Sesto Fiorentino, posta storicamente lungo l'asse viario che congiunge Firenze con Prato, è servita dai caselli denominati Calenzano-Sesto Fiorentino, e Sesto Fiorentino, posti rispettivamente lungo le autostrade autostrada A1 e A11.
La stazione ferroviaria, comune alle linee Firenze-Prato-Pistoia e Bologna-Firenze, è servita da treni regionali che coprono la relazione metropolitana Pistoia-Prato-Firenze-Pontassieve-Montevarchi con corse molto frequenti, distanziate anche di pochi minuti, dalle 5 del mattino alla mezzanotte, gestiti da Trenitalia nell'ambito del contratto di servizio stipulato con la Regione Toscana.
È raggiungibile in autobus da Firenze con le diverse linee di autobus.

## Amministrazione

### Gemellaggi

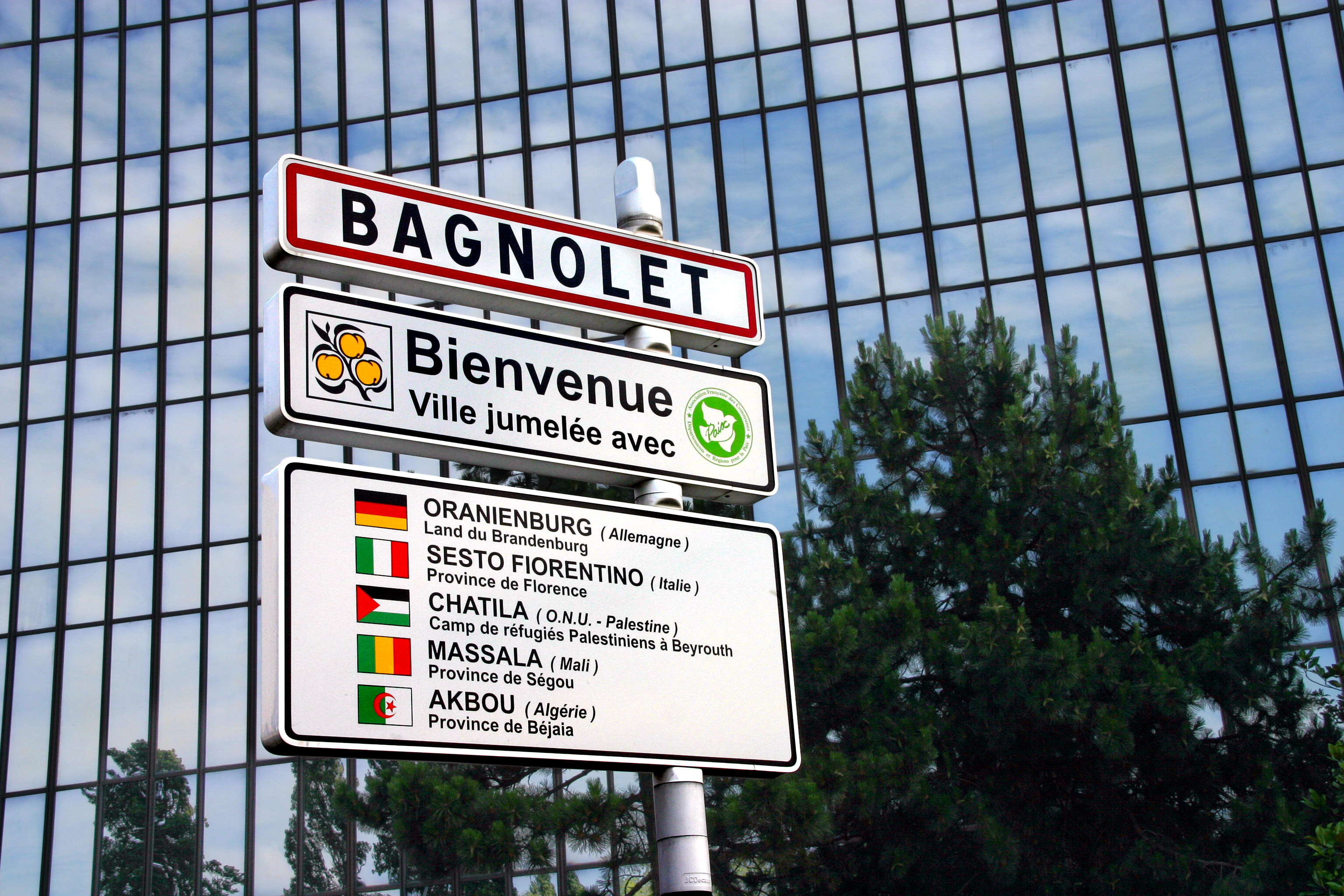
Il gemellato Comune francese di Bagnolet

- Bagnolet, dal 1961[15]
- Mahbes, dal 1984[16][15]
- Stefanaconi, dal 1997[15]
- Wieliczka, dal 2003[17][15]

#### Gemellaggi Auser
- Calangianus, dal 2001[18]

## Sport
Atletica leggera
Ha sede nel comune la società sportiva Atletica Sestese, nata nel 1945.
Baseball e softball
- Padule Baseball nel campionato italiano di baseball di Serie A[19]. La prima squadra ha partecipato a due campionati italiani di Serie A2, nel 2005 e nel 2006.
- Padule Softball
- Sestese Softball nel 2011 disputa la serie A2.

Calcio
La squadra di calcio Sestese 1946 Calcio S.S.D., nata nel 1946, milita in Eccellenza Toscana. 
Le altre squadre di calcio della città sono l'U.S.D. Rinascita Doccia che milita in 2ª Categoria insieme l'A.S.D Sesto Calcio 2010. Inoltre sempre di Sesto Fiorentino è la Sestoese che milita in Terza Categoria. 
Ciclismo
La Ciclistica Sestese fu fondata nel 1925. Dal 2002 la società si può fregiare della Stella di bronzo al merito sportivo, conferitale dal C.O.N.I.